# Giải vô địch bóng đá Nam Mỹ 1967
Giải vô địch bóng đá Nam Mỹ 1967 là giải vô địch bóng đá Nam Mỹ lần thứ 29, diễn ra ở Uruguay từ 17 tháng 1 đến 2 tháng 2 năm 1967. Giải đấu có 6 đội tuyển tham gia, đấu vòng tròn tính điểm để chọn ra nhà vô địch. Chủ nhà Uruguay giành chức vô địch lần thứ 11 sau khi vượt qua Argentina ở lượt trận đấu cuối. Đây là giải đấu cuối cùng của giải vô địch bóng đá Nam Mỹ trước khi đổi tên giải này thành Cúp bóng đá Nam Mỹ (Copa America) từ mùa giải 1975.

## Vòng sơ loại
| Chile                                                          | 5–2 | Colombia               |
| -------------------------------------------------------------- | --- | ---------------------- |
| Araya 7' · Campos 23' · Prieto 40' (ph.đ.), 49' · Saavedra 61' |     | Gamboa 71' · Cañón 72' |

| Colombia | 0–0 | Chile |
| -------- | --- | ----- |
|          |     |       |

| Ecuador                 | 2–2 | Paraguay                        |
| ----------------------- | --- | ------------------------------- |
| Carrera 56' · Muñoz 58' |     | Rojas 85' (ph.đ.) · Apocada 88' |

| Paraguay                      | 3–1 | Ecuador   |
| ----------------------------- | --- | --------- |
| Mora 7', 10' · Del Puerto 60' |     | Muñoz 81' |

## Địa điểm
| Montevideo             |
| ---------------------- |
| Sân vận động Trung tâm |
| Sức chứa: 65.235       |
|                        |

## Kết quả
| Đội       | Tr | T | H | B | BT | BB | HS  | Đ |
| --------- | -- | - | - | - | -- | -- | --- | - |
| Uruguay   | 5  | 4 | 1 | 0 | 13 | 2  | +11 | 9 |
| Argentina | 5  | 4 | 0 | 1 | 12 | 3  | +9  | 8 |
| Chile     | 5  | 2 | 2 | 1 | 8  | 6  | +2  | 6 |
| Paraguay  | 5  | 2 | 0 | 3 | 9  | 13 | −4  | 4 |
| Venezuela | 5  | 1 | 0 | 4 | 7  | 16 | −9  | 2 |
| Bolivia   | 5  | 0 | 1 | 4 | 0  | 9  | −9  | 1 |

## Trận đấu
| Uruguay                                                              | 4–0 | Bolivia |
| -------------------------------------------------------------------- | --- | ------- |
| Rocha 5' · Montero Castillo 44' · Troncoso 55' (l.n.) · Oyarbide 81' |     |         |

| Chile           | 2–0 | Venezuela |
| --------------- | --- | --------- |
| Marcos 12', 41' |     |           |

| Argentina                                                | 4–1 | Paraguay |
| -------------------------------------------------------- | --- | -------- |
| Mas 23' · Bernao 71' · Artime 73' · Albrecht 89' (ph.đ.) |     | Mora 67' |

| Uruguay                                | 4–0 | Venezuela |
| -------------------------------------- | --- | --------- |
| Urruzmendi 5', 34' · Oyarbide 62', 68' |     |           |

| Argentina  | 1–0 | Bolivia |
| ---------- | --- | ------- |
| Bernao 67' |     |         |

| Chile                             | 4–2 | Paraguay                  |
| --------------------------------- | --- | ------------------------- |
| Gallardo 9', 44' · Araya 72', 81' |     | Riveros 62' · Apocada 85' |

| Paraguay                 | 1–0 | Bolivia |
| ------------------------ | --- | ------- |
| Arístides Del Puerto 14' |     |         |

| Argentina                                         | 5–1 | Venezuela   |
| ------------------------------------------------- | --- | ----------- |
| Artime 18', 65', 88' · Carone 26' · Marzolini 50' |     | Santana 72' |

| Uruguay                  | 2–2 | Chile                    |
| ------------------------ | --- | ------------------------ |
| Rocha 15' · Oyarbide 68' |     | Gallardo 2' · Marcos 37' |

| Venezuela                              | 3–0 | Bolivia |
| -------------------------------------- | --- | ------- |
| Scovino 59' · Santana 67' · Ravelo 84' |     |         |

| Argentina                | 2–0 | Chile |
| ------------------------ | --- | ----- |
| Sarnari 36' · Artime 80' |     |       |

| Uruguay                    | 2–0 | Paraguay |
| -------------------------- | --- | -------- |
| Pérez 32' · Urruzmendi 66' |     |          |

| Chile | 0–0 | Bolivia |
| ----- | --- | ------- |
|       |     |         |

| Paraguay                                              | 5–3 | Venezuela                             |
| ----------------------------------------------------- | --- | ------------------------------------- |
| González 11' · Rojas 16', 29' · Mora 22' · Colmán 81' |     | Mendoza 3' · Santana 77' · Ravelo 89' |

| Uruguay   | 1–0 | Argentina |
| --------- | --- | --------- |
| Rocha 74' |     |           |

### Vô địch
| Vô địch Cúp bóng đá Nam Mỹ 1967 Uruguay Lần thứ 11 |

## Danh sách cầu thủ ghi bàn
5 bàn
- Luis Artime

4 bàn
- Jorge Oyarbide

3 bàn
- Julio Gallardo
- Rubén Marcos
- José Urruzmendi
- Pedro Rocha
- Rafael Santana

2 bàn
- Raúl Bernao
- Pedro Araya
- Celino Mora
- Juan Carlos Rojas
- Antonio Ravelo

1 bàn
| - Juan Carlos Carone - Juan Carlos Sarnari - Oscar Mas - Rafael Albrecht - Silvio Marzolini | - Antonio González - Arístides Del Puerto - Benigno Apocada - Juan Francisco Riveros - Ramón Colmán | - Domingo Pérez - Julio Montero Castillo - Humberto Scovino - Luis Mendoza |

phản lưới nhà
- Roberto Troncoso (trận gặp Uruguay)